# Điện ảnh Ý
Điện ảnh Ý là nền nghệ thuật và công nghiệp điện ảnh của Ý. Cùng với điện ảnh Pháp, điện ảnh Ý là một trong những nền điện ảnh lâu đời nhất thế giới và là trụ cột của ngành công nghiệp điện ảnh châu Âu. Ý và Pháp cũng là hai quốc gia dẫn đầu về số Giải Oscar cho phim ngoại ngữ hay nhất, vượt xa các nền điện ảnh lớn khác.

## Lịch sử

### Những năm đầu
Chỉ vài tháng sau khi Anh em Lumière phát minh ra kỹ thuật điện ảnh, nền nghệ thuật mới này đã xuất hiện ở Roma, Ý khi Giáo hoàng Leo XIII được ghi hình trong thời gian vài giây trong khi đang cầu nguyện.
Công nghiệp điện ảnh Ý được thực sự hình thành trong khoảng thời gian từ năm 1903 đến 1908 với 3 hãng phim lớn, Cines ở Roma, Ambrosio ở Turino và Itala Film. Các hãng phim khác cũng nhanh chóng được thành lập tại Milano và Napoli. Chỉ trong thời gian ngắn, các công ty này đã nhanh chóng sản xuất được những bộ phim có chất lượng và thực hiện việc xuất khẩu phim ra bên ngoài nước Ý. Sở trường thời bấy giờ của điện ảnh nước này là các bộ phim lịch sử với tác phẩm đầu tiên là La presa di Roma, 20 settembre 1870 được đạo diễn Filoteo Alberini thực hiện năm 1905. Các bộ phim tiếp theo nói về những nhân vật nổi tiếng trong lịch sử như Bạo chúa Nero, Julius Caesar và Cleopatra được công chúng đón nhận nồng nhiệt. Bộ phim của Arturo Ambrosio, Những ngày cuối cùng của thành Pompei (1908) nổi tiếng tới mức chỉ sau đó 5 năm nó đã được làm lại một phiên bản khác do Mario Caserini đạo diễn. Các nữ diễn viên điện ảnh ngôi sao (tiếng Ý: diva) đầu tiên của công nghiệp điện ảnh Ý có thể kể tới Lyda Borelli, Francesca Bertini và Pina Menichelli, trong đó Francesca Bertini có lẽ là một trong những diễn viên đầu tiên xuất hiện trên bán khỏa thân trong một bộ phim.

### Cinecittà

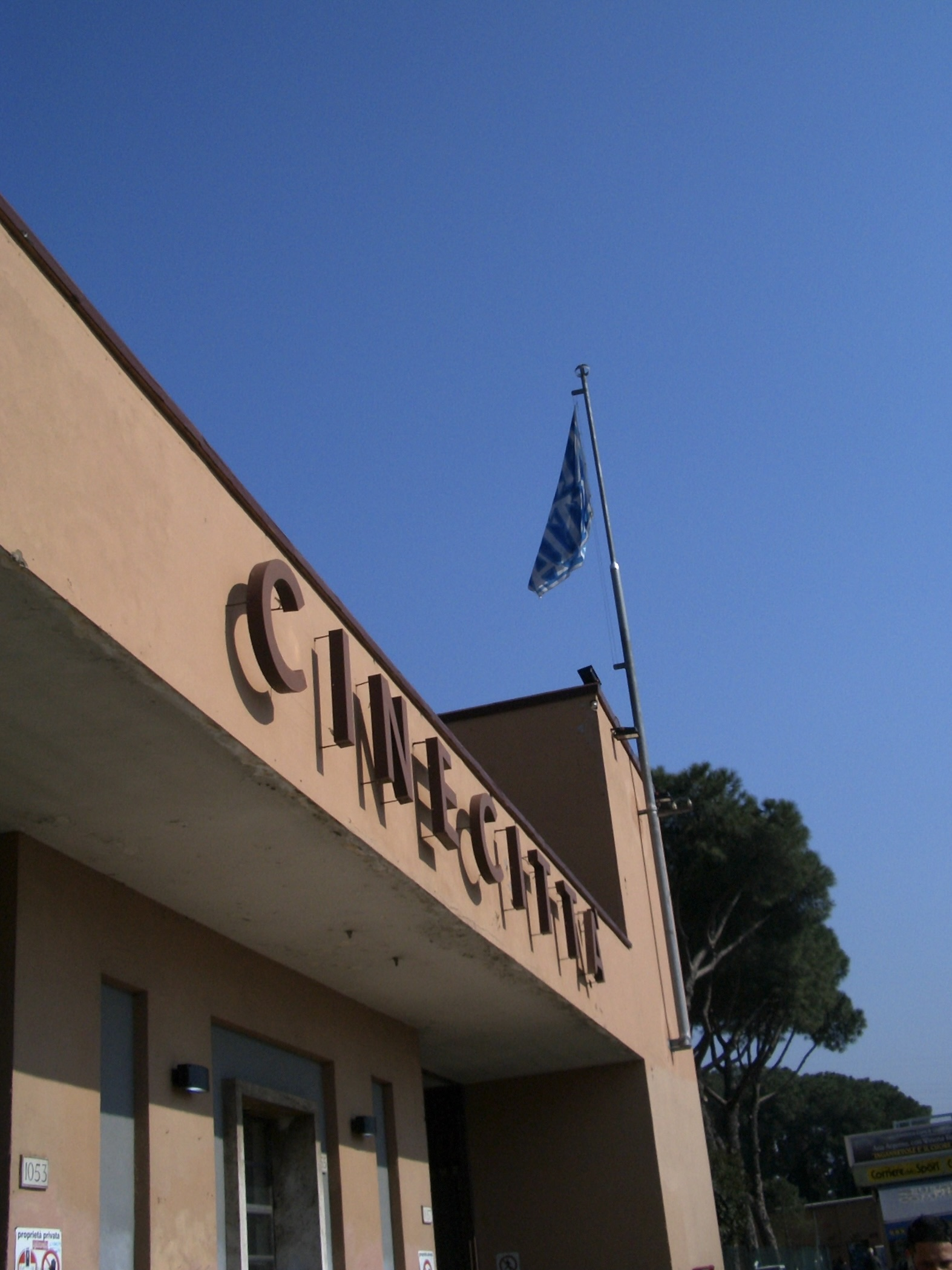
Trường quay Cinecittà

Trong khi điện ảnh Ý đang phát triển rực rỡ thì chính quyền Phát xít Ý bắt đầu tăng cường kiểm soạt các loại hình nghệ thuật phổ biến, bao gồm cả điện ảnh. Dưới sự ủng hộ của Benito Mussolini, một khu vực lớn ở phía Tây Nam Roma đã được dành riêng để xây dựng một khu phố điện ảnh (ex novo) cực lớn lấy tên là Cinecittà. Khu phố này được quy hoạch để có tất cả những cơ sở cần thiết cho một bộ điện ảnh, bao gồm các rạp phim, các khu trường quay, khu kĩ thuật và thậm chí là một trường dạy quay phim cho các nghệ sĩ trẻ. Cùng lúc này, Vittorio Mussolini, con trai của nhà độc tài cũng đứng ra thành lập một công ty sản xuất phim quốc gia để tạo điều kiện hoạt động cho tất cả các tài năng điện ảnh, từ đạo diễn, nhà biên kịch đến diễn viên. Kết quả của những chính sách khuyến khích điện ảnh này là sự ra đời của một thế hệ đạo diễn cực kì tài năng gắn với Cinecittà trong đó phải kể tới Roberto Rossellini, Federico Fellini và Michelangelo Antonioni.

### Chủ nghĩa hiện thực mới
Chiến tranh thế giới thứ hai bùng nổ buộc điện ảnh Ý phải tập trung cho các bộ phim mang tính chất tuyên truyền cho quân đội Phát xít. Tuy vậy năm 1942 đạo diễn Alessandro Blasetti lại cho ra đời bộ phim về tầng lớp bình dân Quattro passi tra le nuvole đánh dấu sự ra đời của trào lưu Hiện thực mới (neorealismo) trong nghệ thuật điện ảnh Ý.
Trào lưu hiện thực mới thực sự bùng nổ và gây tiếng vang ngay sau khi chiến tranh kết thúc, chỉ trong thời gian cuối thập niên 1940, điện ảnh Ý đã chứng kiến sự ra đời của những bộ phim để đời như bộ ba Roma città aperta (1945), Paisà (1946), Germania anno zero (1948) của Roberto Rossellini. Tuy Cinecittà không thể hoạt động nhưng việc sản xuất phim vẫn được tiến hành ngoài trời, ngay trên những con đường bị tàn phá của một đất nước đã thua cuộc trong Chiến tranh thế giới thứ hai. Những bộ phim khắc họa cuộc sống khó khăn của nước Ý sau chiến tranh và diễn xuất tuyệt vời của các diễn viên như Anna Magnani (diễn viên Ý đầu tiên giành Giải Oscar Nữ diễn viên chính xuất sắc nhất) là một công cụ văn hóa quan trọng của chính quyền trong việc khích lệ tinh thần người dân.
Những năm sau chiến tranh cũng chứng kiến sự thăng hoa của một trong những đạo diễn Ý vĩ đại nhất, Vittorio De Sica, với một loạt bộ phim hiện thực kinh điển như Kẻ cắp xe đạp (Ladri di biciclette, 1948), Miracolo a Milano (1950) và Umberto D. (1952).
Với số lượng lớn tác phẩm đặc sắc, chỉ trong vòng hơn 10 năm từ 1947 đến 1959, điện ảnh Ý đã giành tới 5 Giải Oscar cho phim ngoại ngữ hay nhất cho các phim Sciuscià (1947), Kẻ cắp xe đạp (1949), Le mura di Malapaga (1950, sản phẩm hợp tác với Pháp), La strada (1956) và Le notti di Cabiria (1957) trong đó 2 phim đầu do De Sica đạo diễn còn 2 phim cuối do Federico Fellini đạo diễn.

### Trào lưu hiện thực mới hồng và phim hài
Sau Umberto D., trào lưu hiện thực mới trong điện ảnh Ý gần như chấm dứt, có lẽ một phần do điều kiện kinh tế và xã hội được cải thiện đã hướng các đạo diễn tới những đề tài mới tươi sáng hơn là các tác phẩm mang gam màu tối về cuộc sống. Thế chỗ nó là trào lưu hiện thực mới hồng (neorealismo rosa), vẫn là các bộ phim lấy đề tài xã hội Ý nhưng có sự góp mặt của các nữ diễn viên xinh đẹp như Sophia Loren, Gina Lollobrigida, Silvana Pampanini, Lucia Bosé.
Trào lưu hiện thực mới hồng được tiếp nối bằng những bộ phim hài đặc trưng kiểu Ý (Commedia all'italiana) có đề tài xã hội cực kì nghiêm túc nhưng lại được diễn đạt bằng những đoạn thoại và cảnh phim hài hước, trào phúng. Bộ phim mở đầu cho trào lưu này là I soliti Ignoti (1958) của đạo diễn Mario Monicelli. Vittorio Gassman, Marcello Mastroianni, Ugo Tognazzi, Alberto Sordi, Claudia Cardinale, Monica Vitti và Nino Manfredi là những ngôi sao lớn của thể loại phim này, họ cũng là những diễn viên tiêu biểu cho thời kì phục hồi của kinh tế Ý. Mastroianni còn là diễn viên chính của một trong những bộ phim Ý xuất sắc nhất thế kỷ, La dolce vita (1960) của Fellini, tác phẩm đoạt giải Cành cọ vàng tại Liên hoan phim Cannes năm 1960.

### Phim miền Tây kiểu Ý
Những năm 1960 chứng kiến sự ra đời của một thể loại phim đặc sắc của Ý, những bộ phim miền Tây kiểu Ý (Spaghetti Western), vốn xuất phát từ những bộ phim miền Tây truyền thống của điện ảnh Hoa Kỳ nhưng lại được quay tại Ý với kinh phí thấp và kịch bản cũng như phong cách quay rất đặc sắc.
Đại diện tiêu biểu cho thể loại phim này là bộ ba phim dollar (Dollars Trilogy) của đạo diễn Sergio Leone gồm Per un pugno di dollari (1964), Per qualche dollaro in più (1965) và Il buono, il brutto, il cattivo (1966) đều do Clint Eastwood thủ vai chính và Ennio Morricone viết nhạc phim.

### Giallo
Giallo (màu vàng) là thể loại phim kinh dị kiểu Ý bắt đầu nổi lên trong thập niên 1960 và 1970 khi các đạo diễn Mario Bava, Riccardo Freda, Antonio Margheriti và Dario Argento thực hiện các bộ phim kinh dị và rùng rợn kinh điển sau này có ảnh hưởng lớn tới thể loại này của điện ảnh thế giới như La maschera del demonio (1960), Danza macabra (1964), Reazione a catena (1971) và L'uccello dalle piume di cristallo (1970).
Thể loại này được khai thác sâu hơn bằng những bộ phim điện ảnh kiểu tài liệu (Mondo movie) trong đó các cảnh quay được thực hiện bằng phong cách quay phim tài liệu với bối cảnh phim gần với hiện thực ở mức cao nhất. Tiêu biểu cho phong cách này là Mondo Cane (1962) của Gualtiero Jacopetti và đặc biệt là Cannibal Holocaust (1980) của Ruggero Deodato. Cannibal Holocaust được quay chân thực và kinh dị tới mức ở rất nhiều nước nó bị cấm phát hành và đạo diễn Deodato thậm chí còn bị mời hầu tòa vì các quan chức tưởng đây là một bộ phim tài liệu quay cảnh giết người thật (phim snuff - snuff film) và Deodato chỉ được thả sau khi đưa ra các bằng chứng cho thấy các diễn viên vẫn còn sống sau khi thực hiện các cảnh phim.

### Cuộc khủng hoảng thập niên 1980
Từ cuối thập niên 1970 đến giữa thập niên 1980 điện ảnh Ý lâm vào tình trạng khủng hoảng kéo dài, các bộ phim nghệ thuật đặc trưng cho nghệ thuật thứ 7 Ý bị chia cắt khỏi dòng phim chính trên thị trường. Những bộ phim được ưa chuộng thời kì này thường chỉ là những bộ phim có chất lượng nghệ thuật thấp, thường là phim hài đề cập tới những điều cấm kị trong xã hội Ý, đặc biệt là về các đề tài tình dục.
Trong số ít ỏi các bộ phim có chất lượng nghệ thuật cao có thể kể tới tác phẩm hợp tác Hoàng đế cuối cùng (The Last Emperor) của đạo diễn Bernardo Bertolucci, bộ phim này đã giành Giải Oscar Phim hay nhất cùng 8 giải Oscar khác. Một bộ phim xuất sắc khác là C'era una volta in America của Sergio Leone.

### Thập niên 1990 đến nay
Cuối thập niên 1980 một thế hệ đạo diễn mới đã bắt đầu đem lại sức sống cho các bộ phim Ý. Sự hồi sinh của điện ảnh Ý bắt đầu với bộ phim gây tiếng vang Rạp chiếu bóng Thiên đường (Nuovo Cinema Paradiso, 1988) của Giuseppe Tornatore, tác phẩm chiến thắng tại hạng mục Phim nói tiếng nước ngoài hay nhất tại lễ trao Giải Oscar năm 1990. Cũng tại hạng mục này điện ảnh Ý còn hai lần chiến thắng khác vào thập niên 1990 với Mediterraneo (1991) của Gabriele Salvatores và Cuộc sống tươi đẹp (La vita è bella, 1998) của Roberto Benigni. Benigni cũng là người Ý đầu tiên giành tới 3 giải Oscar trong một năm với các giải Vai nam chính, Phim nói tiếng nước ngoài và Nhạc phim. Năm 2017 có Call Me by Your Name của Luca Guagdanino cũng là một bộ phim lãng mạn, tuổi mới lớn xuất sắc

## Nhân vật nổi tiếng
- Michelangelo Antonioni
- Mario Bava
- Roberto Benigni
- Bernardo Bertolucci
- Ettore Scola
- Enzo G. Castellari
- Vittorio De Sica
- Federico Fellini
- Umberto Lenzi
- Sergio Leone
- Pier Paolo Pasolini
- Roberto Rossellini
- Gabriele Salvatores
- Giuseppe Tornatore
- Luchino Visconti
- Luca Guadagnino